# روب ريتشي
روب ريتشي هو لاعب هوكي الجليد كندي، ولد في 12 ديسمبر 1984 في برامبتون في كندا.

## وصلات خارجية
- روب ريتشي على موقع دوري الهوكي الوطني (الإنجليزية)
- روب ريتشي على موقع EliteProspects.com (الإنجليزية)
- روب ريتشي على موقع HockeyDB.com (الإنجليزية)